# Celama analis
Celama analis är en fjärilsart som beskrevs av Alfred Ernest Wileman och Reginald James West 1928.
Celama analis ingår i släktet Celama och familjen trågspinnare. Inga underarter finns listade i Catalogue of Life.